# G-Darius
G-Darius (Gダライアス) est un jeu vidéo de type shoot 'em up développé par Taito et sorti en 1997 sur borne d'arcade, PlayStation.

## Accueil
- GameSpot : 8,3/10 (PS1)[1]
- Jeuxvideo.com : 11/20[2]